# Yemen ved OL
Yemen deltog første gang som forenet nation i olympiske lege under Sommer-OL 1992 i Sydney og har siden deltaget i samtlige efterfølgende sommerlege. Før 1992 deltog Nordyemen og Sydyemen med separate hold. De har aldrig deltaget i vinterlege. Yemen har aldrig vundet nogen medalje. 

## Medaljeoversigt
| Yemens medaljer under de olympiske sommerlege | Yemens medaljer under de olympiske sommerlege | Yemens medaljer under de olympiske sommerlege | Yemens medaljer under de olympiske sommerlege | Yemens medaljer under de olympiske sommerlege | Yemens medaljer under de olympiske sommerlege |
| --------------------------------------------- | --------------------------------------------- | --------------------------------------------- | --------------------------------------------- | --------------------------------------------- | --------------------------------------------- |
| Lege                                          | Guld                                          | Sølv                                          | Bronze                                        | Totalt                                        | Rang                                          |
| 1992 Barcelona                                | 0                                             | 0                                             | 0                                             | 0                                             | –                                             |
| 1996 Atlanta                                  | 0                                             | 0                                             | 0                                             | 0                                             | –                                             |
| 2000 Sydney                                   | 0                                             | 0                                             | 0                                             | 0                                             | –                                             |
| 2004 Athen                                    | 0                                             | 0                                             | 0                                             | 0                                             | –                                             |
| 2008 Beijing                                  | 0                                             | 0                                             | 0                                             | 0                                             | –                                             |
| 2012 London                                   | 0                                             | 0                                             | 0                                             | 0                                             | –                                             |
| 2016 Rio de Janeiro                           | 0                                             | 0                                             | 0                                             | 0                                             | –                                             |
| 2020 Tokyo                                    |                                               |                                               |                                               |                                               |                                               |
| Totalt                                        | 0                                             | 0                                             | 0                                             | 0                                             |                                               |

### Nordyemen og Sydyemen
| Nordyemens medaljer under de olympiske sommerlege | Nordyemens medaljer under de olympiske sommerlege | Nordyemens medaljer under de olympiske sommerlege | Nordyemens medaljer under de olympiske sommerlege | Nordyemens medaljer under de olympiske sommerlege | Nordyemens medaljer under de olympiske sommerlege |
| ------------------------------------------------- | ------------------------------------------------- | ------------------------------------------------- | ------------------------------------------------- | ------------------------------------------------- | ------------------------------------------------- |
| Lege                                              | Guld                                              | Sølv                                              | Bronze                                            | Totalt                                            | Rang                                              |
| 1984 Los Angeles                                  | 0                                                 | 0                                                 | 0                                                 | 0                                                 | –                                                 |
| 1988 Seoul                                        | 0                                                 | 0                                                 | 0                                                 | 0                                                 | –                                                 |
| Totalt                                            | 0                                                 | 0                                                 | 0                                                 | 0                                                 |                                                   |

| Sydyemens medaljer under de olympiske sommerlege | Sydyemens medaljer under de olympiske sommerlege | Sydyemens medaljer under de olympiske sommerlege | Sydyemens medaljer under de olympiske sommerlege | Sydyemens medaljer under de olympiske sommerlege | Sydyemens medaljer under de olympiske sommerlege |
| ------------------------------------------------ | ------------------------------------------------ | ------------------------------------------------ | ------------------------------------------------ | ------------------------------------------------ | ------------------------------------------------ |
| Lege                                             | Guld                                             | Sølv                                             | Bronze                                           | Totalt                                           | Rang                                             |
| 1988 Seoul                                       | 0                                                | 0                                                | 0                                                | 0                                                | –                                                |
| Totalt                                           | 0                                                | 0                                                | 0                                                | 0                                                |                                                  |